# 大华股份
浙江大华技术股份有限公司，简称大华股份、大华科技，是一家位于中国杭州的视频监控设备和服务供应商，其市场份额2015年为世界第二。

## 沿革
2008年5月20日，浙江大华技术股份有限公司在深圳证券交易所中小板上市，股票简称“大华股份”（深交所：002236），首次发行1680万股，发行后总股本6680万股。上市之后数年均保持年复合增长率50%以上，净利润年复合增长率45%以上。2013年8月，公司研发的“抗强干扰的系统电源开关控制信号发生电路”获得国家知识产权局颁发的发明专利证书。2015年，公司实现营业收入100.78亿元、净利润13.81亿元人民币。

## 产品
大华股份旗下的产品遍及视听、安防、家居各个领域：
- HDCVI产品
- 摄像机
- 存储
- 传输产品
- 显示产品
- 系统产品
- 智能楼宇
- 智能交通
- 软件平台
- 云产品
- 视频会议产品
- 无人机产品
- 机器视觉产品
- 专用产品
- RFID
- 智能家居
- 智能用电产品
- 智慧消防产品
- 机器人产品
- 智能服务器
- 汽车电子产品

## 爭議
2016年9月，大华股份收到殭屍網路DDoS攻擊。2017年3月，媒体报称该公司软件存在後門。
中美贸易战期间，因被指参与新疆维吾尔自治区对维吾尔族的大量监控，美国商务部工业安全局在2019年10月8日根据《出口管理条例》和《实体清单》中列出的企业，对包括大华科技在内的28家中国企业等进行贸易管制。
2023年6月5日，乌克兰国家预防腐败局（NAZK）宣布将大华科技、海康威视一同列入俄罗斯入侵乌克兰战争的国际赞助商名单。NAZK对这制裁理由指出，由于这两家公司透过从中国出口其用于无人机的视像设备和相关组件给于俄罗斯，为俄罗斯提供了对杀害乌克兰人的直接支援。